# Guylaine Maroist
Guylaine Maroist est une journaliste, scénariste, musicienne, réalisatrice et productrice québécoise.
Elle a fondé La Ruelle Films avec Éric Ruel. Spécialiste du patrimoine musical pop québécois, elle est également connue pour ses productions documentaires engagées comme Gentilly or Not To Be, Bombes à retardement et Les États-Désunis du Canada. En 2011, elle est récipiendaire du prix Pierre-Berton, la plus haute distinction remise par le Gouverneur général du Canada pour la Société d’histoire nationale du Canada. Depuis septembre 2013, elle est présidente des Artistes pour la paix. En 2016, elle devient la première cinéaste membre en règle du Mouvement Pugwash. Son plus récent film Je vous salue salope : la misogynie au temps du numérique,, co-réalisé avec Léa Clermont-Dion, traite de la misogynie en ligne.

## Biographie
Après des études en droit, en cinéma, en communication et en musicologie, Guylaine Maroist tient régulièrement une chronique musicale au journal Le Devoir de 1992 à 1995. Elle se spécialisée dans la musique moderne, dans le jazz et dans la musique populaire. Pendant cette période, elle écrit aussi pour diverses revues comme L’Artiste (dont elle sera le rédactrice en chef en 1993), Vamp et Chansons. Elle effectue des piges pour La Presse et le Journal de Montréal sur différents sujets.
En 1995, elle effectue un reportage en Palestine avec le photojournaliste Jean-François Leblanc. Elle publie ses articles et son entrevue « one-on-one » avec Yasser Arafat rencontré dans son QJ à Gaza dans La Presse le 14 janvier 1995

### Disques et spectacles
À partir de 1994, elle travaille pour diverses maisons de disques et d’éditions. D’abord chez Olivi, musique où elle gère les lancements et les spectacles des musiciens Petru Guelfucci, Jean Ferrat et le groupe corse A Filetta, aux Éditions Diane Pinet (René Dupéré, Cirque du Soleil) et chez Polygram où elle s’occupe de promotions et de relations de presse. Sa rencontre avec Denis Pantis des Disques Mérite « grand archiviste de bandes sonores du patrimoine musical québécois » sera déterminante. Ensemble, ils mettent en valeur le catalogue de la maison de disques par la réédition d’une centaine d’albums des grandes vedettes québécoises des années 1950 à 1980 dont la série Chapeau les filles (Renée Martel, Renée Claude, Michèle Richard, etc.), les albums de Félix Leclerc, Pierre Lalonde, de Michel Louvain, de Ginette Reno, de Serge Deyglun, de Stéphane Venne et de Jacques Michel. Les albums de Serge Deyglun et de Renée Martel seront nommés à l’ADISQ en 2000. Chez Disques Mérite, Guylaine Maroist écrit de nombreux livrets de CD et y entamera sa carrière de « fouineuse impénitente de nos archives musicales. »
Elle participe également à la réalisation de l’album Le temps est bon de Stéphane Venne, pour les Disques Citations, qui se mérite une nomination à l’ADISQ en 1999 ; du double coffret de Richard Verreau sur RCA : « parution aussi intéressante que nécessaire » ; des compilations des années 1950, années 1960, années 1970 et années country pour BMG et de la réédition des deux premiers volumes de La Révolution française des Sinners pour les Disques Mérites.
Guylaine Maroist fait aussi la mise en scène de spectacles musicaux. En 2001, elle est maître d’œuvre d’un hommage à l’auteur-compositeur-interprète Serge Deyglun, selon elle, « au talent fulgurant », véritable « commémoration émue et joyeuse d’un sacré passage sur Terre. » L'hommage sera classé dans les 10 meilleurs spectacles de l’année par Le Devoir. En 2002, elle crée le spectacle Outrage aux Sinners à Coup de cœur francophone en l’honneur d’« un des groupes les plus singuliers à avoir marqué la très fertile période des yéyé dans la Belle Province. » Le spectacle est classé parmi les 10 meilleurs spectacles de l’année.

### Télévision
En 1999, la journaliste propose à Pierre Marchand, grand patron de MusiquePlus et MusiMax, de réaliser une série de biographies sur les artistes québécois, du jamais fait au Québec. Le passage de Guylaine Maroist à Musimax révolutionne la biographie musicale « où la musique tient enfin le haut du pavé. On est loin des romans-fleuves et bios à sensations. » Pour les 70 musicographies auxquelles elle participe comme recherchiste et réalisatrice, elle effectue près de 2 000 entrevues et participe à une des plus grandes recherches portant sur l’industrie de la musique populaire québécoise. Les musicographies de Nanette Workman (2000), de Renée Martel (2001) et de René Angelil (2007) seront nommées aux Prix Gémeaux. Elle participe également aux autres séries musicales de la chaîne : Ces Rockeurs qui nous font craquer, Chantez-nous l'amour les Filles, Histoire du Vidéoclip, Les Disques d'Or, Les Jaguars, Les wizz du showbiz, Miserere, Où sont passées nos idoles?, Les idoles de nos idoles, Révolution, Les Années, et Jouer de la guitare. Elle collabore avec TVA pour certaines biographies (Maman Dion, 2008) et Radio Canada pour l’émission 50 ans de musique réalisé par Georges Amar (2002).

### Les Jaguars
En plus de ses activités, Guylaine Maroist mène une carrière de musicienne. Guitariste, elle joue d’abord au sein de petites formations. Sa rencontre avec Arthur Cossette, « guitare – héros avant l’heure, fondateur des Jaguars et créateur de véritables merveilles du rock instrumental » sera décisive. Ils jouent ensemble dans le groupe Le Triangle du Swing (avec Clive Jackson, ex-Ray Condo & The Hard Rock Goners), Travelling Blueberry (avec Alain Karon, ex-Taches), puis décident de donner une nouvelle vie au groupe Les Jaguars. Elle y tiendra le rôle de guitare rythmique et de gérante. Après plusieurs spectacles, le groupe sort en 1996 le disque Appalaches présentant de nouvelles versions des classiques surf&twist des Jaguars, des nouveautés ainsi que la version originale de  Mer Morte « slow par excellence de l’été 64 ». Suscitant une « soudaine jaguarmania », le disque Appalaches est inscrit dans la liste des 10 meilleurs disques francophones de l’année du journal Le Devoir.

### La Ruelle Films (anciennement Productions de la Ruelle)
L'année 2002 marque un tournant décisif dans sa carrière lorsqu'elle fonde, avec Éric Ruel, Les Productions de la ruelle (maintenant La Ruelle Films), société de productions dédiées aux films et séries télé documentaires. Le tandem réalisent alors un premier documentaire Chanter plus fort que la mer, « magnifique et émouvant film documentaire autour du Festival en chanson de Petite-Vallée et de la joie de vivre des citoyens-chanteurs de ce petit coin de pays de Gaspésie. »
Après un deuxième documentaire intitulé L'été c'est pas juste Noël, Les Productions de la Ruelle réalisent le documentaire Bombes à retardement / Time Bombs récompensé du Gold Ribbon Award/Ruban d'or (meilleur documentaire de l’année), décerné par l’Association canadienne des radiodiffuseurs. Le film parle des soldats canadiens victimes de radiations lors de tests nucléaires aux États-Unis et présente des films d’archives exceptionnels tournés par l’armée américaines au moment de l’opération Plumbbob. Ce film permet enfin aux vétérans du nucléaire de se faire entendre et d’être dédommagés par le gouvernement canadien. Il remporte le Grand Prix du jury pour le meilleur documentaire au Festival du film indépendant de New-York.
Guylaine Maroist « ne jure maintenant que par le documentaire », « un lieu d’une grande liberté », dit-elle. Son engagement se confirme avec la réalisation, en 2012, du documentaire Gentilly or Not To Be, sur la centrale nucléaire de Gentilly-2 au Québec. Le documentaire « soulève des questions sur la sécurité de la centrale, de ses déchets nucléaires et, notamment, de l'impact néfaste potentiel sur la santé des citoyens de la région. » Le documentaire se demande s'il est préférable « d'aller de l’avant avec la réfection de Gentilly-2, ou bien profiter de l’occasion pour se tourner vers des sources d’énergie alternatives. »
Cette même année 2012 sort le documentaire Les États-Désunis du Canada. Le film aborde la question des séparatismes canadiens, hors Québec. Avec l'extrait intitulé No more Québec et visionné 120 000 en un mois sur les médias sociaux, le film « fait parler de lui dans les chaumières. » Ces deux documentaires ont été récompensés par trois Prix Gémeaux en 2013.
En 2009, commence l'aventure de J'ai la mémoire qui tourne, projet multimédia réalisé à partir de films de famille collectés auprès des Québécois et véritable ethnologie de la vie des gens. Le volet éducatif du projet a retenu l'attention du Japan Prize 2010 International Educationak program Contest qui le met en nomination en 2010.
En 2011, le prix Pierre-Berton, la plus haute distinction remise par le Gouverneur général du Canada pour Histoire Canada, est attribué à Guylaine Maroist et Éric Ruel pour J'ai la mémoire qui tourne. C'est la deuxième fois que ce prix est remis à des Québécois. En 1966, il fut remis au célèbre historien Jacques Lacoursière. Pour la Société histoire Canada, il s'agit d'« une représention révolutionnaire de la façon dont les histoires du Canada peuvent être racontées dans les médias populaires. » En décembre 2012, sur le plateau de l'émission Tout le monde en parle (SRC), Guylaine Maroist annonce qu'elle travaille désormais à la réalisation du film Le premier round de Justin (Making Justin), sur l'avènement politique de Justin Trudeau. En 2014, elle co-écrit avec Mathieu-Robert Sauvé le livre « Les États-Désunis du Canada: Les Mouvements séparatistes hors Québec ».
Au printemps 2017, Guylaine Maroist a co-réalisé le nouveau documentaire Expo 67 : Mission Impossible avec Eric Ruel et Michel Barbeau. La première du film a eu lieu dans le cadre des évènements de célébration du 375ème anniversaire de la fondation de Montréal.
En 2020, elle co-réalise un nouveau documentaire avec Eric Ruel, Jukebox: un rêve américain fait au Québec. Le film raconte les débuts de l'industrie du disque au Québec ainsi que la carrière de Denis Pantis, producteur de disques dans les années 1960,.
En 2022, Guylaine Maroist et Léa Clermont-Dion co-réalisent le film Je vous salue salope : la misogynie au temps du numérique. Le film suit quatre femmes particulièrement touchées par la misogynie en ligne : Laura Boldrini, Marion Séclin, Kiah Morris (en) et Laurence Gratton. Donna Zuckerberg (en), spécialiste des cyberviolences faites aux femmes et sœur du fondateur de Facebook, y témoigne à titre d'experte ainsi que Sarah T. Roberts (en), enseignante à l'Université de Californie à Los Angeles.

## Distinctions
- 1991– Prix « Photographie de l’année ». Concours de l’Université de Montréal : Homme nu dans la ville
- 1999 – Nomination à l’ADISQ pour Disques Citation, dans la catégorie Album de l’année /  Anthologie / Réédition / Compilation pour « le temps est bon », Stéphane Venne et liste variée
- 2000 – Nomination au Prix Gémeaux, dans les catégories « Meilleure recherche. Toute catégorie, documentaires, émission ou série d’information » pour la musicographie de  Nanette Workman
- 2000 – Nomination à l’ADISQ pour les Disques Mérites, dans la catégorie anthologie / Réédition / Compilation pour Renée Martel vol. 1, 2, 3
- 2000 – Nomination à l’ADISQ pour les Disques Mérites, dans la catégorie « anthologie / Réédition / Compilation » pour Serge Deyglun en vedette
- 2001 – Nomination aux Prix Gémeaux, dans les catégories « meilleure recherchiste » pour la musicographie de  Renée Martel
- 2004 – Nomination aux Prix Gémeaux, dans les catégories « Meilleur montage », « Meilleur montage sonore » et « Meilleur documentaire culturel pour le documentaire Chanter plus fort que la mer »
- 2007 – Nomination aux Prix Gémeaux, dans les catégories « Meilleure biographie ou portrait » pour la musicographie de René Angelil
- 2007– Sélection de Time Bombs/Bombes à retardement aux Rencontres internationales du documentaire de Montréal[35]
- 2008 – Deux nominations aux Prix Gémeaux. Catégories « meilleure recherche » et « meilleur montage » pour Time Bombs/Bombes à retardement
- 2008 – Prix du Ruban d’or, Association canadienne des radio-diffuseurs. Catégorie « meilleur documentaire » pour Time Bombs/ Bombes à retardement[36]
- 2008 – Grand prix du jury, New York Film Festival. Catégorie « meilleur documentaire » pour Time Bombs/Bombes à retardement[37]
- 2008 – Sélection de Time Bombs/Bombes à retardement aux Rendez-vous du cinéma québécois et aux Palm Beach International Film Festival[38]
- 2009 – Cinq nominations aux Prix Gémeaux. Catégorie « meilleure série documentaire », « meilleur scénario documentaire », « meilleur montage ; affaires publiques, documentaire série », « meilleur son : documentaire affaires publiques, biographie », « meilleur site web, affaires publiques documentaires, magazine ou sport »[39]
- 2009 – Grand prix Boomerang. Volet « sites internet » pour J’ai la mémoire qui tourne[40]
- 2010 – Nomination du site web J'ai la mémoire qui tourne au Japan Prize 2010 International Educational Program Contest[41]
- 2011 – Nomination prix d’excellence, NUMIX. Catégorie « production de convergence. Information et magazine » pour le site internet de J’ai la mémoire qui tourne
- 2011 – Nomination Banff World Media Festival. Catégorie « numérique » pour J’ai la mémoire qui tourne
- 2011 – Prix Pierre-Berton 2011, Histoire Canada, remis par le Gouverneur général du Canada pour le projet multimédia J’ai la mémoire qui tourne[42]
- 2013 – Gagnante du Prix Gémeaux avec les Productions de la Ruelle. Catégorie « meilleur montage » pour le documentaire Gentilly Or Not To Be[43]
- 2013 – Gagnante du Prix Gémeaux avec les Productions de la Ruelle. Catégorie « meilleure recherche » pour le documentaire Gentilly Or Not To Be[43]
- 2013 – Gagnante du Prix Gémeaux avec les Productions de la Ruelle. Catégorie « meilleur documentaire société » pour Les États-Désunis du Canada[43]
- 2015 – Quatre nominations aux Prix Gémeaux avec les Productions de la Ruelle. Catégories « meilleur documentaire société » et « meilleure réalisation documentaire unique »[44]
- 2015 - VIFFF d'or au Vevey International Funny Film Festival pour God Save Justin Trudeau[45]